# Roeslan Zacharov (1987)
Roeslan Albertovitsj Zacharov (Russisch: Русла́н Альбе́ртович Заха́ров) (Gorki, 24 maart 1987) is een Russisch shorttracker en langebaanschaatser. Hij moet niet worden verward met zijn elf jaar jongere naamgenoot.

## Carrière
Zacharov deed mee aan het shorttrack op de Olympische Winterspelen 2010, maar eindigde niet in de top. Op de Europese kampioenschappen shorttrack 2011 won Zacharov brons in het klassement na de dopingschorsing van Thibaut Fauconnet.
In 2014 waren de Olympische Winterspelen in Sotsji. Zacharov werd gekozen om de olympische eed af te leggen namens de sporters. Op deze spelen in het eigen Rusland won op het shorttracktoernooi de Russische mannenploeg (het viertal Viktor An, Semjon Jelistratov, Vladimir Grigorev én Roeslan Zacharov) de relay.
Zacharov stapte over naar de langebaan, waar hij met name uitkomt op de massastart, ploegenachtervolging en 5000 meter. In januari 2018 won Zacharov op het onderdeel massastart brons tijdens het EK afstanden in Kolomna. Twee jaar later won Zacharov op het onderdeel ploegenachtervolging brons tijdens het WK afstanden in Salt Lake City.
Op de Olympische Spelen in Peking in 2022 behaalde hij een 15e plaats op de 1.500m met een persoonlijk record.

## Langebaanschaatsen

### Persoonlijke records
| Afstand      | Tijd     | Datum            | Baan           |
| ------------ | -------- | ---------------- | -------------- |
| 500 meter    | 37,85    | 16 januari 2021  | Heerenveen     |
| 1500 meter   | 1.46,46  | 8 februari 2021  | Peking         |
| 3000 meter   | 3.44,05  | 25 november 2017 | Calgary        |
| 5000 meter   | 6.09,82  | 3 december 2021  | Salt Lake City |
| 10.000 meter | 13.02,74 | 3 november 2019  | Kolomna        |

(laatst bijgewerkt: 3 december 2021)

### Resultaten
| Jaar | EK Afstanden           | EK Allround             | WK Allround            | WK Afstanden                               | Olympische Spelen                                         |
| ---- | ---------------------- | ----------------------- | ---------------------- | ------------------------------------------ | --------------------------------------------------------- |
| 2018 | massastart             |                         |                        |                                            |                                                           |
| 2019 |                        |                         |                        | 22e massastart                             |                                                           |
| 2020 | 5e massastart          |                         | NC17 (22e, 6e, 15e, -) | 9e 5000m · 10e massastart · achtervolging  |                                                           |
| 2021 |                        | NC13 (14e, 12e, 13e, -) |                        | 5e 10000m · 15e massastart · achtervolging |                                                           |
| 2022 | 10e 5000m · massastart |                         |                        |                                            | 15e 1500m · 14e 5000m · HF 15e massastart · achtervolging |

1992: Kim, Lee, Mo, Song ·
1994: Carnino, Fagone, Herrnhof, Vuillermin ·
1998: Bédard, Campbell, Drolet, Gagnon ·
2002: Bédard, Gagnon, Guilmette, Tremblay, Turcotte ·
2006: Ahn, Lee, Seo, Song ·
2010: Bastille, Ch. Hamelin, F. Hamelin, Jean, Tremblay ·
2014: An, Grigorev, Jelistratov, Zacharov ·
2018: S. Liu, S.S. Liu, Knoch, Burján ·
2022: Ch. Hamelin, Dubois, Pierre-Gilles, Dion